# 1972年の文学
1972年の文学（1972ねんのぶんがく）では、1972年（昭和47年）の文学に関する出来事について記述する。

## できごと
- 1月20日 - 第66回芥川龍之介賞・直木三十五賞（1971年下半期）の選考委員会開催。
- 4月16日 - 川端康成が神奈川県逗子市のマンションの仕事部屋でガス自殺。享年72。
- 6月 - 有吉佐和子の『恍惚の人』が新潮社より刊行される。同書は1972年年間ベストセラーの総合1位を記録した[1]。
- 6月 - アネット・チゾンとタラス・テイラーの絵本シリーズ「バーバパパ」の初めての邦訳書が偕成社より刊行される[2]。
- 10月25日 - 池田理代子の『ベルサイユのばら』の単行本第1巻が集英社より刊行される[3]。

## 賞

### 芥川賞・直木賞
第66回（1971年下半期）
- 芥川賞 - 李恢成『砧をうつ女』、東峰夫『オキナワの少年』
- 直木賞 - 該当作なし

第67回（1972年上半期）
- 芥川賞 - 畑山博『いつか汽笛を鳴らして』、宮原昭夫『誰かが触った』
- 直木賞 - 綱淵謙錠『斬』、井上ひさし『手鎖心中』

### その他の賞
- 谷崎潤一郎賞（第8回） - 丸谷才一『たった一人の反乱』
- 群像新人文学賞（第15回） - 該当作なし

## 1972年の本

### 小説
- 有吉佐和子 『恍惚の人』（新潮社）
- 川端康成 『たんぽぽ』（新潮社）、『ある人の生のなかに』（河出書房新社）、『雪国抄』（ほるぷ出版）
- さとうまきこ 『絵にかくとへんな家』（あかね書房）
- 島尾敏雄 『硝子障子のシルエット』（創樹社）
- 庄野潤三 『明夫と良二』（岩波書店）
- 辻邦生 『背教者ユリアヌス』（中央公論社）
- 西村京太郎 『名探偵が多すぎる』（講談社）
- 丸谷才一 『たった一人の反乱』（講談社）

### 評論
- 三島由紀夫 『小説とは何か』（新潮社）、『日本文学小史』（講談社）

### その他
- 石川淳 『文林通言』（中央公論社）
- 石原吉郎 『望郷と海』（筑摩書房）
- 大橋歩 『トマトジュース』（講談社）
- 司馬遼太郎・ドナルド・キーン 『日本人と日本文化』（中央公論社）
- 中原弓彦 『日本の喜劇人』（晶文社）
- アネット・チゾン・タラス・テイラー、山下明生訳 『おばけのバーバパパ』（偕成社）

## 物故
- 2月2日 - ナタリー・クリフォード・バーネイ、米国生まれのフランスの作家。95歳没。
- 2月13日 - 柏原兵三、日本の小説家・翻訳家。38歳没。
- 2月17日 - 平林たい子、長野県出身の小説家。66歳没。
- 3月11日 - フレドリック・ブラウン、米国のSF作家・推理作家。65歳没。
- 4月7日 - 三橋鷹女、千葉県出身の俳人。72歳没。
- 4月16日 - 川端康成、日本の小説家。1968年にノーベル文学賞を受賞した。72歳没。
- 4月24日 - 菊池武一、日本の英文学者・翻訳家。76歳没。
- 5月22日 - セシル・デイ＝ルイス、アイルランド生まれのイギリスの詩人・作家。ニコラス・ブレイクのペンネームで多くの推理小説を遺した。68歳没。
- 8月9日 - エルンスト・フォン・ザロモン、ドイツの作家。69歳没。
- 8月24日 - リュシアン・ルバテ、フランスの著作家・ジャーナリスト。68歳没。
- 9月21日 - アンリ・ド・モンテルラン、フランスの小説家・劇作家。76歳没。
- 9月22日 - 田部重治、富山県出身の英文学者・登山家。88歳没。
- 11月1日 - エズラ・パウンド、米国生まれの詩人・批評家。87歳没。